# پایون ماترو
پایون ماترو یک آتشفشان سپری است که در ذخیره‌گاه لا پایونیا در بخش مالارگویی، در جنوب استان مندوسا در آرژانتین قرار دارد. این آتشفشان در ناحیه پشت قوس کمربند آتشفشانی آند قرار دارد و از فرورانش صفحه نازکا در زیر صفحه آمریکای جنوبی تشکیل شده‌است. پایون ماترو، همراه با میدان‌های آتشفشانی یانکانلو، نوادو و سالادو باسین در استان پاینیا، یک مجموعه را تشکیل می‌دهند. از سال ۲۰۱۱ به عنوان میراث جهانی پیشنهاد شده‌است.
پایون ماترو بر روی رسوبات و سنگ‌های آتشفشانی که از دوره مزوپروتروزوییک تا دوره ترشیاری قدمت دارند، توسعه یافته. این آتشفشان شامل یک آتشفشان سپری بزرگ است که توسط یک کالدرا پوشیده شده‌است، که در طی یک فوران بزرگ بین ۱۶۸۰۰۰ تا ۸۲۰۰۰ سال پیش، یک آتشفشان مرکب (معروف به Payun یا Payun Liso) و دو گروه مخروط اسکوریا و جریان‌های گدازه ای تشکیل داده. جریان گدازهٔ پلیستوسن Pampas Onduladas به طول ۱۶۷–۱۸۱ کیلومتر (۱۰۴–۱۱۲ مایل) می‌رسد و طولانی‌ترین جریان گدازه کواترنری جهان است.
فعالیت‌های آتشفشانی در پایون ماترو در طول دوره پلیو-پلیستوسن آغاز شد و زمینه‌های گدازه ای مانند پامپاس اوندولاداس، آتشفشان سپر پایون ماترو و آتشفشان پایون را ایجاد کرد. پس از تشکیل دهانه آتشفشانی هم در داخل کالدرا به صورت گنبدها و جریان‌های گدازه‌ای و هم در خارج از آن به صورت مخروط‌های اسکوریا و جریان‌های گدازه‌ای نمود یافت. فعالیت آتشفشانی تا حدود ۵۱۵ سال پیش تا هولوسن ادامه داشت. سنت شفاهی ساکنان محلی حاوی اشاراتی به فوران‌های قبلی است.

## نام
در گویش محلی، اصطلاح Payun یا Paium به معنای "ریش‌دار" است، در حالی که اصطلاح Matru به عنوان " بز " ترجمه می‌شود.  این میدان گاهی به نام Payenia نیز شناخته می‌شود. 